# New Bradwell
New Bradwell – wieś w Anglii, w hrabstwie ceremonialnym Buckinghamshire, w dystrykcie (unitary authority) Milton Keynes.